# Elección presidencial de Chile de 1938
La elección presidencial de Chile de 1938 se realizó el 25 de octubre de 1938. En ella triunfó el candidato radical del Frente Popular, don Pedro Aguirre Cerda. 

## Candidatos

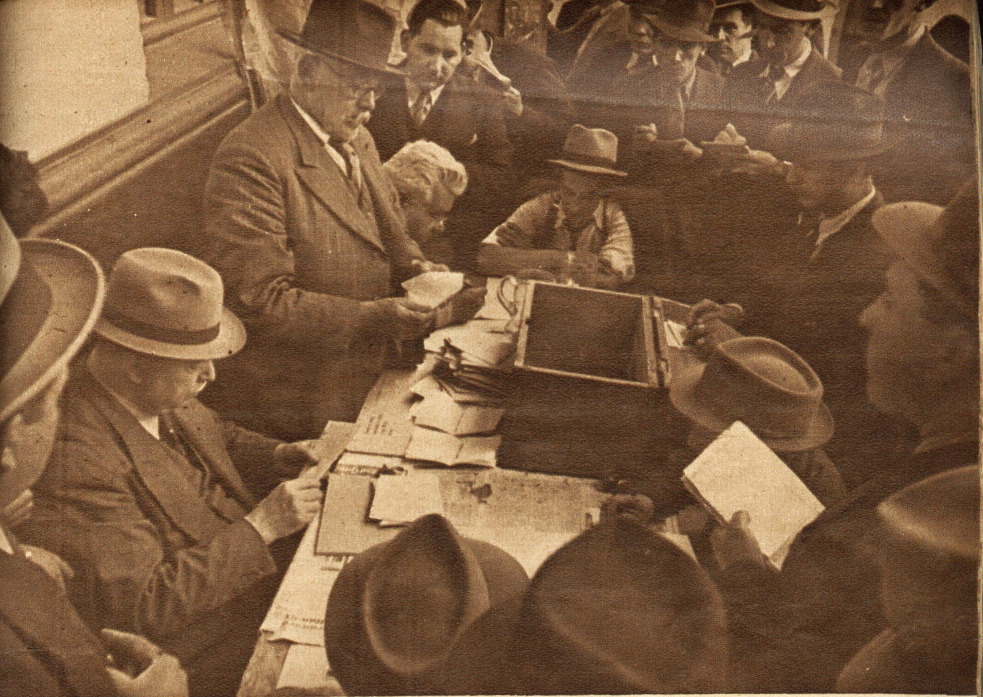
Conteo de votos de la elección presidencial de 1938.

Esta elección también se dio en el marco de una creciente tensión internacional, producto de dos cruentas guerras. A Aguirre se le acusó de populista y que produciría una nueva Cristiada como la que sucedió en México en los años 1920, mientras que a Gustavo Ross Santa María se le acusó de representar a la antigua aristocracia y buscar la aplicación de medidas draconianas, considerando su reputación como "Ministro del Hambre", principalmente entre la izquierda, pero también entre muchos adherentes al gobierno.
La candidatura de Ross provocó un cisma de la juventud del tronco central del Partido Conservador. Aquellos líderes jóvenes de la colectividad, liderados por Bernardo Leighton y Eduardo Frei Montalva, decidieron abandonar las bases del partido al no ser oídas sus negativas para apoyar la candidatura de Ross. Así se propició el nacimiento de la Falange Nacional, posterior Partido Demócrata Cristiano.
Por otro lado, el tercer candidato también protagonizó un importante escándalo público. Su apoyo político estaba basado en la Alianza Popular Libertadora, en la cual se incluían miembros del Movimiento Nacional-Socialista de Chile, liderado por el diputado Jorge González von Marées. Sin embargo, a pesar de lo bien que se especulaba su posición en la ciudadanía, miembros jóvenes del nacismo chileno llevaron a cabo un intento de golpe de Estado, el día 5 de septiembre de 1938, lo cual desembocó en la Matanza del Seguro Obrero. Estos hechos empañaron la candidatura presidencial de Carlos Ibáñez del Campo, lo que le obligó a retirarse. Aun así, logró 112 votos.

## Resultados

### Nacional
|  | 50,45 % |

|  | 49,52 % |

|  | 0,03 % |

### Por provincia
|                                 | Pedro Aguirre Cerda         | 6164      | 59,69 %   | 11 339      | 69,47 %     | 4834         | 65,2 %       | 10 748     | 57,71 %    | 4001       | 34,87 %    | 22 667    | 54,24 %   | 58 718     | 58,15 %    |
|                                 | Gustavo Ross                | 4162      | 40,31 %   | 4984        | 30,53 %     | 2580         | 34,8 %       | 7874       | 42,29 %    | 7474       | 65,13 %    | 19 105    | 45,71 %   | 42 202     | 41,8 %     |
|                                 | Carlos Ibáñez del Campo     | 0         | 0 %       | 0           | 0 %         | 0            | 0 %          | 3          | 0,02 %     | 0          | 0 %        | 22        | 0,05 %    | 50         | 0,05 %     |
| Total de votos válidos          | Total de votos válidos      | 10 326    | 99,48 %   | 16 323      | 99,54 %     | 7414         | 99,49 %      | 18 625     | 99,63 %    | 11 474     | 99,02 %    | 41 794    | 99,2 %    | 100 979    | 99,38 %    |
| Votos nulos y en blanco         | Votos nulos y en blanco     | 54        | 0,52 %    | 76          | 0,46 %      | 38           | 0,51 %       | 70         | 0,37 %     | 114        | 0,98 %     | 335       | 0,8 %     | 625        | 0,62 %     |
| Total de sufragios emitidos     | Total de sufragios emitidos | 10 380    | 100 %     | 16 399      | 100 %       | 7452         | 100 %        | 18 695     | 100 %      | 11 588     | 100 %      | 42 129    | 100 %     | 101 604    | 100 %      |
| Candidato                       | Candidato                   | Melipilla | Melipilla | San Antonio | San Antonio | San Bernardo | San Bernardo | Maipo      | Maipo      | O'Higgins  | O'Higgins  | Colchagua | Colchagua | Curicó     | Curicó     |
|                                 | Pedro Aguirre Cerda         | 1254      | 27,42 %   | 1716        | 50,23 %     | 2114         | 63,16 %      | 495        | 15,76 %    | 7091       | 38,98 %    | 1950      | 16,61 %   | 5717       | 54,33 %    |
|                                 | Gustavo Ross                | 3239      | 70,83 %   | 1699        | 49,74 %     | 1233         | 36,84 %      | 2645       | 84,24 %    | 11 095     | 61,01 %    | 9789      | 83,39 %   | 4805       | 45,67 %    |
|                                 | Carlos Ibáñez del Campo     | 80        | 1,75 %    | 1           | 0,03 %      | 0            | 0 %          | 0          | 0 %        | 1          | 0,01 %     | 0         | 0 %       | 0          | 0 %        |
| Total de votos válidos          | Total de votos válidos      | 4573      | 99,98 %   | 3416        | 100 %       | 3347         | 99,17 %      | 3140       | 99,97 %    | 18 187     | 99,21 %    | 11 739    | 94,81 %   | 10 522     |            |
| Votos nulos y en blanco         | Votos nulos y en blanco     | 1         | 0,02 %    | 0           | 0 %         | 28           | 0,83 %       | 1          | 0,03 %     | 144        | 0,79 %     | 642       | 5,19 %    |            |            |
| Total de sufragios emitidos     | Total de sufragios emitidos | 4574      | 100 %     | 3416        | 100 %       | 3375         | 100 %        | 3141       | 100 %      | 18 331     | 100 %      | 12 381    | 100 %     | 6796       | 100 %      |
| Candidato                       | Candidato                   | Talca     | Talca     | Maule       | Maule       | Linares      | Linares      | Ñuble      | Ñuble      | Concepción | Concepción | Arauco    | Arauco    | Biobío     | Biobío     |
|                                 | Pedro Aguirre Cerda         | 5717      | 40,25 %   | 1934        | 28,65 %     | 3592         | 29,07 %      | 7813       | 36,04 %    | 17 417     | 64,13 %    | 2481      | 51,7 %    | 6054       | 47,11 %    |
|                                 | Gustavo Ross                | 8485      | 59,75 %   | 4817        | 71,35 %     | 8764         | 70,93 %      | 13 853     | 63,91 %    | 9743       | 35,87 %    | 2318      | 48,3 %    | 6797       | 52,89 %    |
|                                 | Carlos Ibáñez del Campo     | 0         | 0 %       | 0           | 0 %         | 0            | 0 %          | 10         | 0,05 %     | 1          | 0,004 %    | 0         | 0 %       | 0          | 0 %        |
| Total de votos válidos          | Total de votos válidos      | 14 202    | 99,02 %   | 6751        | 99,88 %     | 12 356       | 99,6 %       | 21 676     | 99,77 %    | 27 161     | 99,67 %    | 4799      | 99,63 %   | 12 851     | 99,56 %    |
| Votos nulos y en blanco         | Votos nulos y en blanco     | 140       | 0,98 %    | 8           | 0,12 %      | 49           | 0,4 %        | 51         | 0,23 %     | 90         | 0,33 %     | 18        | 0,37 %    | 57         | 0,44 %     |
| Total de sufragios emitidos     | Total de sufragios emitidos | 14 342    | 100 %     | 6759        | 100 %       | 12 405       | 100 %        | 21 727     | 100 %      | 27 251     | 100 %      | 4817      | 100 %     | 12 908     | 100 %      |
| Candidato                       | Candidato                   | Malleco   | Malleco   | Cautín      | Cautín      | Valdivia     | Valdivia     | Llanquihue | Llanquihue | Aisén      | Aisén      | Chiloé    | Chiloé    | Magallanes | Magallanes |
|                                 | Pedro Aguirre Cerda         | 5978      | 42,97 %   | 13 125      | 51,77 %     | 12 982       | 54,56 %      | 2854       | 33,02 %    | 412        | 48,36 %    | 2513      | 43,55 %   | 4215       | 88,85 %    |
|                                 | Gustavo Ross                | 7929      | 56,99 %   | 12 228      | 48,23 %     | 10 811       | 45,54 %      | 5784       | 66,92 %    | 440        | 51,64 %    | 3257      | 56,45 %   | 526        | 11,09 %    |
|                                 | Carlos Ibáñez del Campo     | 5         | 0,04 %    | 1           | 0,004 %     | 1            | 0,004 %      | 5          | 0,06 %     | 0          | 0 %        | 0         | 0 %       | 3          | 0,06 %     |
| Total de votos válidos          | Total de votos válidos      | 13 912    | 99,61 %   | 25 354      | 99,45 %     | 23 794       | 99,56 %      | 8643       | 99,57 %    | 852        | 100 %      | 5770      | 100 %     | 4744       | 99,71 %    |
| Votos nulos y en blanco         | Votos nulos y en blanco     | 54        | 0,39 %    | 140         | 0,55 %      | 104          | 0,44 %       | 37         | 0,43 %     | 0          | 0 %        | 0         | 0 %       | 14         | 0,29 %     |
| Total de sufragios emitidos     | Total de sufragios emitidos | 13 956    | 100 %     | 25 494      | 100 %       | 23 898       | 100 %        | 8680       | 100 %      | 852        | 100 %      | 5770      | 100 %     | 4758       | 100 %      |
| Fuente: Urzúa Valenzuela, 1992. |                             |           |           |             |             |              |              |            |            |            |            |           |           |            |            |